# Втечняване на въздуха
„Втечняване на въздуха“ е български игрален филм от 1959 година на режисьора Яким Якимов.